# Teigausbeute
Die Teigausbeute (kurz TA) ist ein relatives Maß für die aus 100 Teilen Mehl nach Mischung mit Zugussflüssigkeit (Wasser und/oder Milch) erhaltene Menge Teig. Die Mehlmasse wird als 100 % definiert. Besteht ein Teig aus 10 kg Mehl und 5 Liter (= 5 kg) Wasser, so entspricht dies einer TA von 150. Wenn man allgemein von Teigausbeute spricht, so ist damit die Netto-Teigausbeute gemeint, also Getreidemahlerzeugnisse in Bezug auf Flüssigkeit im Teig.
Teigausbeuten dienen oft als Mittel, um die Handhabung von Rezepten zu vereinfachen. Sie ist aber auch ein Indikator, der Aussagen über die Mehlqualität (Wasserbindefähigkeit) erlaubt.

## Berechnung
{\displaystyle TA={\frac {\mathrm {Teigmenge} \cdot 100}{\mathrm {Mehlmenge} }}}

## Brutto-Teigausbeute
Als Brutto-Teigausbeute bezeichnet man die prozentuale Summe aller Zutaten eines Teiges, wobei die Mehlmenge immer gleich 100 % gesetzt wird. Werden einem Teig außer Mehl und Wasser (bzw. Milch) noch Hefe, Salz, Zucker, Fett und Eier zugegeben, so werden alle Zutaten zusammengerechnet und auf 100 % Mehl bezogen.
Beispiel: Wenn zu 10 kg Mehl noch 4,5 kg weitere Zutaten hinzukommen, so ist die Brutto-Teigausbeute 145.

Berechnung: 10 kg Mehl + 4,5 kg Zutaten = 14,5 kg Teigmenge ==> 14,5 kg * 100/10 kg Mehl ergibt eine Brutto-TA von 145.

## Netto-Teigausbeute
Bezieht sich nur auf die Hauptkomponenten – Mehl und Zugussflüssigkeit – und beschreibt im Wesentlichen die Festigkeit eines Teiges.
Beispiel: Wenn für einen Brötchenteig zu 10 kg Mehl 5,8 kg Milch hinzukommen, so ist die Netto-Teigausbeute 158.

Berechnung: 10 kg Mehl + 5,8 kg Milch = 15,8 kg Teigmenge ==> 15,8 kg * 100/10 kg Mehl ergibt eine Netto-TA von 158.
| Teige                                 | Netto-Teigausbeuten |  |
| ------------------------------------- | ------------------- |  |
| Schrot (Getreide)- und Vollkorn-Teige | 176–180             |  |
| Roggenbrot-Teige                      | 175–178             |  |
| Ciabatta-Teige                        | 170–175             |  |
| Baguette-Teige                        | 165                 |  |
| Weizenbrot/Toastbrot-Teige            | 154–158             |  |
| Brötchen-Teige                        | 156–158             |  |
| Brezel-Teige                          | 150                 |  |

Je niedriger die TA, desto fester sind die Teige.

Je höher die TA, desto weicher sind die Teige.
Vorteige werden meist mit einer TA von 200 (Poolish) oder höher hergestellt. Dadurch wird bei langen Stehzeiten eine bessere Verquellung der Mehle gefördert, da das freie Wasser leicht gebunden werden kann. Es gibt aber auch feste Vorteige wie den italienischen Biga. Durch Vorteige entstehen Geschmacksstoffe und die Backwaren bleiben länger frisch.